# The King Bees
The King Bees var startskottet för David Bowies musikkarriär. Bandet bildade han 1964 tillsammans med sin vän George Underwood (som för övrigt var den som slog till Bowie så att hans ena öga skadades). Gruppen gav endast ut en singel, Liza Jane. Medlemmarna var David Bowie (sång), George Underwood (gitarr), Dave Howard (basgitarr), Bob Allen (trummor) och Roger Bluck (gitarr).